# HD 177406
HD 177406，又名CD-4812901，SAO 229493、HR 7223，是一颗恒星，视星等为5.97，位于銀經348.8，銀緯-22.36，其B1900.0坐标为赤經18h 59m 23.3s，赤緯-48° -22.36′ 1″。